# سیارک ۹۲۳۸
سیارک ۹۲۳۸ (به انگلیسی: 9238 Yavapai، نامگذاری:1997HO2) نه هزار و دویست و سی و هشتمین سیارک کشف شده‌است که در ۲۸ آوریل ۱۹۹۷ کشف شد.
قدر مطلق سیارک برابر ۱۳٫۸۰ است.